# Масатлан
Масатлан (исп. Mazatlán) — второй по численности город в мексиканском штате Синалоа, входит в состав одноименного муниципалитета и является его административным центром. Численность населения, по данным переписи 2010 года, составила 381 583 человека.

## Общие сведения
Название Mazatlan с языка науатль можно перевести как: место обитания оленей.
Город основан в 1531 году.
Один из ведущих курортов Мексики. Город известен своим теплым морским климатом, живописной природой и красивыми пляжами, в связи с чем получил название «Жемчужина Тихого океана» (La Perla del Pacífico). Курортная инфраструктура, включающая многочисленные отели и пляжи, протянулась на 17 километров вдоль океанского побережья.
Город обслуживает международный аэропорт Хенераль Рафаэль Буэльна.

## География
Масатлан находится на берегу Тихого океана, южнее Калифорнийского залива. Высота центра — 10 метров над уровнем моря. Город находится в пределах узкой прибрежной равнины, ограниченной с востока горами Западной Сьерра Мадре. Вблизи побережья лежат несколько небольших островов.
Климат характеризуется как тропический влажный, но с ярко выраженным сухим сезоном. Подавляющая часть осадков выпадает летом (72,5 %). Годовой объем осадков — 800 мм. Средняя температура июля — 29 °C, января — 20 °C. Среднегодовая температура — 26 °C.

## Экономика
Две основных отрасли экономики Масатлана — туризм и рыболовство. Город является одним из главных морских курортов Мексики. Первый отель «Canton La Fonda», основанный китайским иммигрантом Люэн-Сингом, открылся в 1850 году. В 1864 году в Масатлане функционировало уже три отеля и три ресторана. Сейчас полоса отелей, ресторанов, баров и магазинов протянулась вдоль побережья примерно на 20 км и является главной достопримечательностью города.
Также в городе функционируют предприятия по переработке морепродуктов, в частности креветок и тунца, пивоварня, кофейный завод и две электростанции.

## Известные жители и уроженцы
- Хосе Анхель Эспиноса — мексиканский актёр